# Svenska Playstationmagasinet
Svenska Playstationmagasinet var en svensk speltidning som gavs ut av Medströms Dataförlag mellan 1998 och 2001. Tidningen var i hög grad en licensprodukt och en översättning av det brittiska Playstationmagasinet, Official Playstation Magazine utgivet av Future.

## Historia
Svenska Playstationmagasinet uppstod ur Super Play i en konflikt mellan dem och brittiska Future publishing och Sony. För att förbättra försäljningen av Super Play hade man kommit överens med Sony att sälja tidningen med en skiva med demoversioner i utbyte med att man fyra gånger om året gjorde en Playstationbilaga till tidningen. Senare ändrade sig Sony och krävde att man gjorde "en riktig Playstationtidning". Till en början hade tidningen ingen redaktion utan skrevs parallellt med Super Play. Stilen kom dock att utvecklas till en mer pubertal nivå snarare likt PC Gamer än Super Play. En av de första redaktörerna blev Tommy Rydling
Svenska Playstationmagasinet lades ned 2001 på grund av vikande försäljning.